# Amoreira (Almeida)
Amoreira é uma povoação portuguesa do Município de Almeida que foi sede da extinta Freguesia de Amoreira, freguesia que tinha 13,45 km² de área e 178 habitantes (2011), e, por isso, uma densidade populacional de 13,2 hab/km².

A Freguesia de Amoreira foi extinta em 2013, no âmbito de uma reforma administrativa nacional, tendo sido agregada às freguesias de Parada e Cabreira, para formar uma nova freguesia denominada União das Freguesias de Amoreira, Parada e Cabreira da qual é sede.
A Freguesia de Amoreira era constituída por duas povoações, a sede de freguesia e Monte da Velha.

## População
★ No censo de 1864 figura no concelho de Sabugal. Passou para o actual concelho por decreto de 07/12/1870

| Totais e grupos etários | Totais e grupos etários | Totais e grupos etários | Totais e grupos etários | Totais e grupos etários | Totais e grupos etários | Totais e grupos etários | Totais e grupos etários | Totais e grupos etários | Totais e grupos etários | Totais e grupos etários | Totais e grupos etários | Totais e grupos etários | Totais e grupos etários | Totais e grupos etários | Totais e grupos etários |
| ----------------------- | ----------------------- | ----------------------- | ----------------------- | ----------------------- | ----------------------- | ----------------------- | ----------------------- | ----------------------- | ----------------------- | ----------------------- | ----------------------- | ----------------------- | ----------------------- | ----------------------- | ----------------------- |
|                         | 1864                    | 1878                    | 1890                    | 1900                    | 1911                    | 1920                    | 1930                    | 1940                    | 1950                    | 1960                    | 1970                    | 1981                    | 1991                    | 2001                    | 2011                    |
| Total                   | 399                     | 428                     | 458                     | 477                     | 476                     | 399                     | 434                     | 462                     | 523                     | 424                     | 272                     | 242                     | 193                     | 185                     | 178                     |
| i)                      |                         |                         |                         |                         |                         |                         |                         |                         |                         |                         |                         |                         |                         | 23                      | 10                      |
| ii)                     |                         |                         |                         |                         |                         |                         |                         |                         |                         |                         |                         |                         |                         | 17                      | 16                      |
| iii)                    |                         |                         |                         |                         |                         |                         |                         |                         |                         |                         |                         |                         |                         | 86                      | 81                      |
| iv)                     |                         |                         |                         |                         |                         |                         |                         |                         |                         |                         |                         |                         |                         | 59                      | 71                      |

 i) 0 aos 14 anos; ii) 15 aos 24 anos; iii) 25 aos 64 anos; iv) 65 e mais anos

## Património
- Edificado:
  - Solar Freire Falcão - século XIX;
  - Fonte Grande - século XVIII/ XIX.

- Religioso:
  - Igreja Matriz - Finais do século XVIII/XIX (características Tardo-barrocas);
  - Calvário - século XIX/XX;
  - Cruzeiro - século XX (Neomanuelino);

- Arqueológico e Etnográfico:
  - Sepulturas antropomórficas cavadas na rocha junto do sítio da Eira - Medieval.